# Sajó Márton
Sajó Márton (Kazincbarcika, 1996. március 25. –) magyar rövidpályás gyorskorcsolyázó.

## Életpályája
A rövidpályás gyorskorcsolyával 6 évesen ismerkedett meg a kazincbarcikai Zúzmara Korcsolya Klubban, Mezei Miklós nevelőedző keze alatt, azonban későbbi eredményeit már Kertész Zoltán tanítványaként érte el. 2009 és 2014 között 10 diákolimpiai aranyérmet szerzett.  A 2009-es budapesti junior-bajnokság E korcsoportjának 500 méteres mezőnyében bronzérmes lett, míg egyéni összetettben a negyedik helyet sikerült megszereznie.
A 2014-es junior-bajnokságon az 500, az 1 000 és az 1 500 méter döntőjében, továbbá a 3 000 méteres szuperdőntőben is rajthoz állt, mind a négy számban a 4. helyet megszerezve. Ezt követően felhagyott az aktív sportolással, melyhez 2015-től tért vissza ismét, mint a miskolci Havasszépe SE rövidpályás gyorskorcsolya szakosztályának edzője.

## Legjobb időeredményei
| Táv    | Idő      | Dátum            | Helyszín | Esemény          | Megjegyzés |
| ------ | -------- | ---------------- | -------- | ---------------- | ---------- |
| 500 m  | 52,461   | 2014. február 8. | Budapest | junior-bajnokság |            |
| 1000 m | 1:49,029 | 2014. február 9. | Budapest | junior-bajnokság |            |
| 1500 m | 2:44,512 | 2014. február 9. | Budapest | junior-bajnokság |            |